# Menigrates maslovi
Menigrates maslovi is een vlokreeftensoort uit de familie van de Uristidae. De wetenschappelijke naam van de soort is voor het eerst geldig gepubliceerd in 1974 door Bryazgin.